# Ameerega andina
Ameerega andina е вид жаба от семейство Дърволази (Dendrobatidae).

## Разпространение
Видът е разпространен в Колумбия.